# Alexander Emanuel Agassiz
Alexander Emanuel Agassiz (Neuchâtel, 17 dicembre 1835 – Oceano Atlantico, 27 marzo 1910) è stato un ingegnere e biologo svizzero naturalizzato statunitense, figlio del naturalista Louis Agassiz e figliastro dell'educatrice Elizabeth Cabot Cary.
Succedette al padre nella direzione del museo di anatomia comparata all'Università di Harvard, fece ricerche sugli atolli e partecipò a spedizioni in Cile; dal 1888 è stato socio dell'Accademia Nazionale dei Lincei. Morì a bordo della RMS Adriatic nella rotta da Southampton a New York.